# Confiar (álbum)
Confiar é um álbum de estúdio da cantora brasileira Liz Lanne, lançado em 20 de fevereiro de 2017 pela gravadora MK Music.
Primeiro disco da artista desde Glorifica (2011), reúne músicas inéditas, regravações e versões nacionais. O single escolhido foi "Glorioso", composição de Tony Ricardo, que assina sete das doze músicas do disco. A produção musical é de Marcio Carvalho, com arranjos de Marcio e Wagner Derek.

## Antecedentes
Anteriormente a Confiar, o projeto mais recente de Liz Lanne era Glorifica, gravado ao vivo em Taboão – São Bernardo do Campo, São Paulo, com produção de Paulo César Baruk. Nos anos seguintes, a artista voltou sua atenção para outros projetos, como o álbum de despedida do grupo Voices. Também abriu uma grife de roupas femininas, com a marca Seven Liz.
Anos depois, a artista explicou a quantidade de anos sem lançar álbuns.
Eu tive uma forte gastrite em 2011, quase morri, me recuperei um pouco... depois uma forte depressão por conta do meu divórcio e depois a morte do meu sobrinho, eu não estava me sentindo mais apta para fazer nada. Liguei para Marina de Oliveira e contei que eu precisava parar, ter um tempo para mim, um tempo de mais dedicação a Deus. Ela entendeu e me apoiou. Muita coisa aconteceu nestes últimos anos... Foi um período de muitas experiências, reflexões, avaliações e aprendizado. Até que, há alguns meses, me senti novamente renovada e motivada a retomar o meu ministério musical... Contei imediatamente para a Marina, que era e continuou sendo minha amiga. Ela novamente me apoiou e comecei a desenvolver o projeto.

## Produção
O álbum foi gravado ao longo de 2016 com produção musical do guitarrista Marcio Carvalho, com arranjos do instrumentista e de Wagner Derek. O disco teve participações de Bruna Karla e Eyshila, na faixa "Santo Espírito", Pamela em "Vivo Estás", e sua filha, Maithê, na faixa "Te Verei".

## Lançamento e recepção
| Críticas profissionais | Críticas profissionais |
| Avaliações da crítica  | Avaliações da crítica  |
| Fonte                  | Avaliação              |
| ---------------------- | ---------------------- |
| Super Gospel           | [ 10 ]                 |

Confiar foi lançado em fevereiro de 2017 pela gravadora MK Music em formato físico e digital. Em avaliação favorável para o Super Gospel, Tiago Abreu atribuiu uma cotação de 3,5 estrelas de 5 e disse que "é um dos melhores trabalhos de sua obra musical".

## Faixas
1. "Em Ti Confio"                              Compositor: Tony Ricardo
2. "Faz Tudo por Mim"                      Compositor: Tony Ricardo
3. "Santo Espírito"                             Compositores: Bryan Torwalt e Katie
4. "Vida no Deserto"                          Compositor: Tony Ricardo
5. "Pai Nosso"                                    Compositor: Marcus Meier
6. "Por Tua Causa"                             Compositor: Tony Ricardo
7. "Me Fazes Vencer"                          Compositora: Amanda Cook
8. "Glorioso"                                         Compositor: Tony Ricardo
9. "Vivo Estás"                                     Hillsong Young e Free
10. "Te Verei"                                         Compositor: Tony Ricardo
11. "Na Presença de Deus"                   Compositor: Tony Ricardo
12. "Milagre"                                           Compositora: Eyshila

## Ficha técnica
A seguir estão listados os músicos e técnicos envolvidos na produção de Confiar:
- Márcio Carvalho - produção musical, arranjos, guitarra, violão, bandolim, loops, efeitos e programações
- Léo Simões - técnico de gravação e masterização
- Wagner Derek - arranjos, piano, sintetizadores, loops, produção vocal e mixagem
- Léo Reis - bateria
- Charles Martins - baixo
- Patricia Maia - produção vocal
- Jill Viegas - vocal de apoio
- Adiel Ferr - vocal de apoio
- Jéssica Ramalho - vocal de apoio
- Rebeca Kessler - produção artística
- Sandro Gonzalez - projeto gráfico

## Lives Sessions
| Música           | Lançamento           |
| ---------------- | -------------------- |
| Santo Espírito   | 6 de abril de 2017   |
| Em ti confio     | 5 de maio de 2017    |
| Faz tudo por mim | 5 de julho de 2017   |
| Vida no Deserto  | 10 de agosto de 2017 |